# Horrorcore
Horrorcore ist ein Subgenre des Hip-Hop. Diesem Stil zugeordnet werden Rap-Künstler, die in ihren Texten morbide Themen behandeln. Oft sind die Szenarien Horror- oder Splatterfilmen entliehen und handeln von Mord, Suizid, Nekrophilie, Satanismus und/oder Vergewaltigung. Häufig werden Lieder mit Horrorfilm-typischen Musik- und Geräusch-Samples unterlegt. Dadurch ergeben sich Ähnlichkeiten zum Horrorpunk. Horrorcore-Künstler sind entsprechend ihren makabren Texten meist eher im Untergrund tätig. Während die Gruppen früher vor allem aus den USA kamen, verbreitet sich Horrorcore heute auch in Europa. In Anlehnung an die thematische Nähe zu Death Metal wird Horrorcore auch als Death Rap bezeichnet.
Den Grundstein für das Subgenre legten die Geto Boys, mit Themen wie Nekrophilie und Mord. Als namensgebend für den Horrorcore in den frühen 1990er Jahren gilt die Gruppe The Flatlinerz. Neben Insane Clown Posse und Esham gehören vor allem die frühen Gravediggaz mit RZA vom Wu-Tang Clan und Necro sowie Brotha Lynch Hung zu den bekanntesten Horrorcore-Künstlern. Auch einige Songs von Eminem, vor allem auf seinen Alben Slim Shady EP, The Slim Shady LP, The Marshall Mathers LP, Relapse und Music to Be Murdered By, fallen in dieses Genre. In Deutschland bekannte Horrorcore-Rapper sind MC Basstard vom Label Horrorkore Entertainment, Kaisaschnitt, Hollywood Hank sowie Blokkmonsta, Schwartz, Uzi vom vor allem für Psychokore bekannten Label Hirntot Records und Scheusal und Kunstfehler vom Label Hässlich Rap.